# SO Romorantin
Sologne Olympique Romorantin là một đội bóng đá Pháp được thành lập vào năm 1930 với tên Stade Olympique Romoratinais. Họ có trụ sở tại Romorantin-Lanthenay, Center-Val de Loire, Pháp. Đội chơi tại Stade Jules Ladoumègue ở Romorantin-Lanthenay, có sức chứa 8.033 chỗ ngồi. Vào năm 2009, họ đã gây bất ngờ tại Cúp Pháp khi loại bỏ đội bóng của Ligue 1 AS Nancy.
Năm 2015 câu lạc bộ được đổi tên thành Sologne Olympique Romorantin.

## Cựu huấn luyện viên
liên_kết=|viền Ludovic Lidon liên_kết=|viền Xavier Dudoit